# Scorpaenopsis cotticeps
Scorpaenopsis cotticeps és una espècie de peix pertanyent a la família dels escorpènids.

## Descripció
- Fa 6,3 cm de llargària màxima.
- Nombre de vèrtebres: 24.[5][6]

## Hàbitat
És un peix marí, demersal i de clima subtropical que viu entre 15-70 m de fondària en fons rocallosos i sorrencs.

## Distribució geogràfica
Es troba al Japó, les Filipines, el mar de la Xina Meridional, Queensland (Austràlia), les illes Seychelles, Somàlia i el Golf d'Aden.

## Observacions
És inofensiu per als humans.